# Gönnersdorf, Ahrweiler
Gönnersdorf är en kommun och ort i Landkreis Ahrweiler i förbundslandet Rheinland-Pfalz i Tyskland.
Kommunen ingår i kommunalförbundet Verbandsgemeinde Bad Breisig tillsammans med ytterligare tre kommuner.